# جميلة الثمر البورنيونية
جميلة الثمر البورنيونية (الاسم العلمي:Callicarpa borneensis) هي نوع من النباتات يتبع جنس جميلة الثمر من الفصيلة الشفوية.